# Таловка (Камчатський край)
Таловка  (рос. Таловка) — село у Пенжинському районі Камчатського краю Російської Федерації.
Населення становить 206 осіб. Входить до складу муніципального утворення село Таловка.

## Історія
До 1 червня 2007 року у складі Коряцького автономного округу Камчатської області, відтак у складі Камчатського краю. Згідно із законом від 2 грудня 2004 року органом місцевого самоврядування є село Таловка.

## Населення
| 2010 | 2012 | 2013 | 2014 | 2015 | 2016 | 2017 |
| ---- | ---- | ---- | ---- | ---- | ---- | ---- |
| 240  | ↘237 | ↘227 | →227 | ↘222 | ↘217 | ↘216 |
| 2018 |      |      |      |      |      |      |
| ↘206 |      |      |      |      |      |      |